# 岸本梓
岸本 梓（きしもと あずさ、1985年3月20日 - 2025年2月24日）は、日本のタレント、モデル。神奈川県出身。

## 略歴・人物
2000年3月23日にフォーライフ・レコードより、3人組女性ボーカルユニット「Angelique」（アンジェリーク）の一員として、デビューシングル「F ＜エフ＞／Just wanna be with you」でデビュー。
Angeliqueのユニット活動停止後はオスカープロモーションに移籍し、ソロにてタレント活動を開始。2004年秋より『ズームイン!!SUPER』（日本テレビ系）で森麻季の後任として「○○（主に東京）旅物語」コーナー（5時55分頃放送）でリポーターを務める。2005年4月からは「旅物語」に加え天気コーナーのアシスタントと「あずコレ」も担当、より多くの地域で活動を見られるようになったが、2006年3月で降板。2006年から2007年まで、BS朝日『シンデレラビューティー』で安めぐみとMCを務める。2007年4月から2012年3月まで『YAMAMAN presents MUSIC SALAD FROM U-kari STUDIO』（bayfm）の火・木曜日の担当ラジオパーソナリティとしてレギュラー出演。岸本が担当する時は「あずサラダ」とも呼ばれる。同番組の月・水曜日担当の曽根由希江と2人で音楽ユニット「音野菜」を組み、「愛花」という曲で2008年3月26日にCD再デビューしたが、2009年2月11日で解散。
生前の愛称は「あずちゃん」。曽根からは「あづ」と呼ばれていた。2008年10月4日から、『ズームイン!!サタデー』に出演。番組内での愛称は「アズー」。
2011年11月12日放送『ズームイン!!サタデー』で交際1年半の男性と結婚したことを報告。2013年2月に妊娠6ヶ月であることが明らかになった。同年4月から産休入り、6月21日に第1子となる女児を出産。2014年4月5日より『ズームイン!!サタデー』に復帰。2017年5月6日放送『ズームイン!!サタデー』で第2子妊娠を公表。7月29日放送分を以て番組を卒業。2020年3月、第3子を出産。新型コロナウイルス感染拡大における緊急事態宣言のため6月に公表。
2025年2月24日、がんのため死去。39歳没。訃報は同年3月7日、オスカープロモーションより公表された。

## 出演

### テレビ
- BSスタイル（BS番組案内の司会）（NHK BS1、NHK衛星第2テレビジョン、NHKデジタル衛星ハイビジョン。地上波は不定期）
- ズームイン!!SUPER（2004年 - 2006年3月、日本テレビ）
- シンデレラビューティー（2006年5月 - 2007年3月、BS朝日）
- ズームイン!!サタデー（2008年10月4日 - 2013年3月30日・2014年4月5日 - 2017年7月29日 、日本テレビ）

### ラジオ
- YAMAMAN presents MUSIC SALAD FROM U-kari STUDIO（2007年4月 - 2012年3月、bayfm）[7]